# Међународни дан биолошке разноврсности
Међународни дан биолошке разноврсности или Светски дан биодиверзитета обележава се 22. маја у свету као дан посвећен заштити животне средине. Овај дан је признат од Уједињених нација.

## Историја
Уједињене нације прогласиле су 22. мај за Међународни дан биодиверзитета.  Конвенција о биодиверзитету је усвојена 1992. године у Рио де Жанеиру на Самиту о заштити животне средине. Тада је установљена платформа за заустављање смањивања биодиверзитета који подразумева разноврсност гена, врста и екосистема на Земљи. Главни циљеви овог документа су очување биолошке разноврсности, одрживо коришћење његових компоненти и расподела добробити од коришћења ресурса. Године 2009. у Србији је на основу конвенције донет закон о потврђивању конвенције о биолошкој разноврсности.
Циљ је подизања јавне свести и повећање разумевања значаја очувања биолошке разнврсности. Такође је значајно и заустављање опадања броја биљних и животињских врста, као и њихово изумирање.
Први пут је овај термин означен као 29. децембар, али многе земље нису могле да га испоштују због новогодишњих празника. У децембру 2000. године, Генерална скупштина УН усвојила је 22. маја као ИДБ, у знак усвајања текста Конвенције 22. маја 1992. године, Завршним актом Конференције за усвајање усаглашеног текста Конвенције о биолошкој разноликости у Најробију.

## Теме
- 2020. Наша решења су у природи[5][6]
- 2019. Наш биодиверзитет, наша храна, наше здравље[4]
- 2018. 25 година акције за биодиверзитет[4]
- 2017. Биодиверзитет и одрживи туризам[4]
- 2016. Укључивање биодиверзитета у одрживост човека и његових средстава за живот[4]
- 2015. Биодиверзитет за одрживи развој[4]
- 2014. Биодиверзитет Исланда[4]
- 2013. Вода и биодиверзитет[4]
- 2012. Биодиверзитет морског света[4]
- 2011. Биодиверзитет шума[4]
- 2010. Биолошка разноликост, развој и смањење сиромаштва[4]
- 2009. Инвазивне непознате врсте[4]
- 2008. Биодиверзитет и пољопривреда[4]
- 2007. Биодиверзитет и климатске промене[4]
- 2006. Заштитита биодиверзитета у сушним подручјима[4]
- 2005. Биолошка разноликост: животно осигурање за наше промене света[4]
- 2004. Биодиверзитет: храна, вода и здравље за све[4]
- 2003. Биолошка разноликост и ублажавање сиромаштва - изазови за одрживи развој[4]
- 2002. Посвећено шумском биодиверзитету[4]